# 亮蛇床
亮蛇床（学名：Selinum cryptotaenium）是伞形科亮蛇床属的植物，是中国的特有植物。分布于中国大陆的云南等地，生长于海拔1,500米至1,800米的地区，目前尚未由人工引种栽培。